# 門前典之
門前典之（1957年—）是一位日本推理小説作家，出生于山口县下关市，毕业于熊本大学工学部建築学科。2001年，他的处女作《建筑尸材》（原标题）获得了東京創元社主办的第11届鲇川哲也奖。他以写出“无论是在理性方面还是在感性方面都令人吃惊的真正推理小说”为目标。

## 作品列表

### 长篇
- （1997年9月） ISBN 978-4-797-40345-9
- （2001年9月） ISBN 978-4-488-02356-0 - 原题
- （2008年7月） ISBN 978-4-562-04171-8
- （2010年2月） ISBN 978-4-562-04554-9 - 原题
- （2011年6月） ISBN 978-4-523-26502-3
- （2015年3月）
- （2020年2月）

### 短篇
- - （2009年6月、ISBN 978-4-562-04296-8）收录
- - （2010年9月、ISBN 978-4-04-874103-3）收录